# Convoyeur blindé
Ne doit pas être confondu avec Fourgon blindé.
 (janvier 2024).
Si vous disposez d'ouvrages ou d'articles de référence ou si vous connaissez des sites web de qualité traitant du thème abordé ici, merci de compléter l'article en donnant les références utiles à sa vérifiabilité et en les liant à la section « Notes et références ».

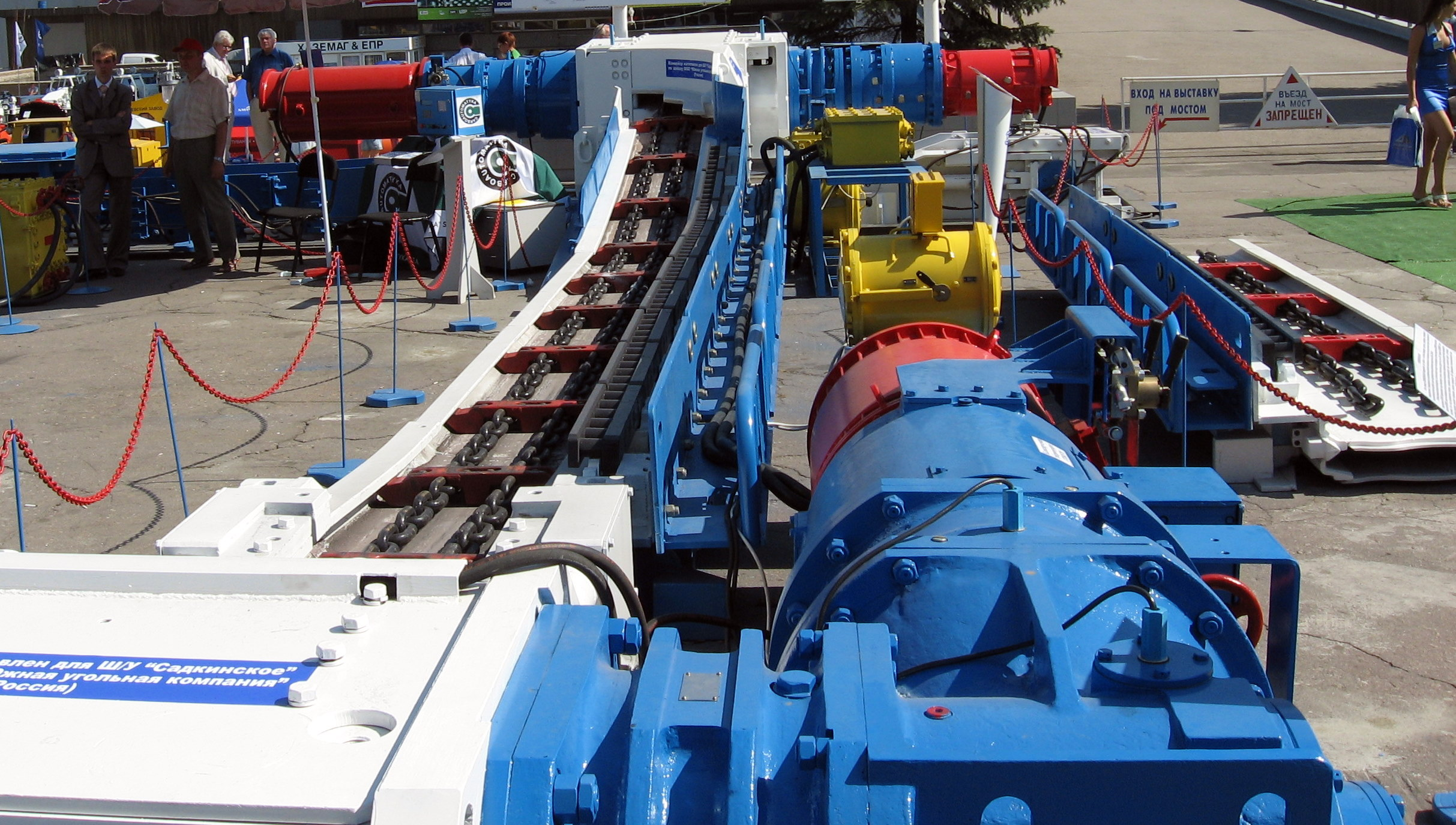
Convoyeur blindé.

Un convoyeur blindé est un convoyeur à chaînes qui sert à front de taille dans une mine.

## Historique
Dans les années 1940, les allemands ont poursuivi le développement des convoyeurs blindés (en allemand : Panzerförderer) avec les constructeurs Westfalia, Demag (de) ou Beien. Ces convoyeurs robustes ont été conçus pour une utilisation conjointe avec des rabots. Leur capacité peut être estimée à 200 tonnes par heure. Ils sont constitués de bacs en acier à l'intérieur duquel circulent deux chaînes entraînant des racles métalliques.
Les différents éléments du convoyeur acceptent entre eux un angle ; ils peuvent ainsi être maintenus au front de la taille par des vérins pneumatiques et exercer ainsi une poussée sur le rabot.